# كاريل رايتي
كاريل رايتي هو لاعب كرة قدم سويسري في مركز الوسط، ولد في 18 يوليو 1984 في سويسرا. لعب مع نادي لوزيرن ونادي نوشاتل زاماكس.

## وصلات خارجية
- كاريل رايتي على موقع قاعدة بيانات كرة القدم.إي يو (الإنجليزية)
- كاريل رايتي على موقع عالم كرة القدم.نت (الإنجليزية)